# (15252) Yoshiken
(15252) Yoshiken est un astéroïde de la ceinture principale.

## Description
(15252) Yoshiken est un astéroïde de la ceinture principale. Il fut découvert le 20 juillet 1990 à Geisei par Tsutomu Seki. Il présente une orbite caractérisée par un demi-grand axe de 2,32 UA, une excentricité de 0,13 et une inclinaison de 7,5° par rapport à l'écliptique.

## Compléments